# Schefflera bourdillonii
Schefflera bourdillonii är en araliaväxtart som beskrevs av James Sykes Gamble. Schefflera bourdillonii ingår i släktet Schefflera och familjen araliaväxter. IUCN kategoriserar arten globalt som starkt hotad. Inga underarter finns listade.